# Cartoonito
Cartoonito – kanał telewizyjny nadający programy dla dzieci. Kanał dostępny w Wielkiej Brytanii i Włoszech, Ameryce Łacińskiej i w Polsce, a w USA jako blok na Cartoon Network Kanał nadaje głównie seriale dla dzieci w wieku przedszkolnym, które pochodzą ze studiów:
- Hanna-Barbera
- Warner Bros.
- MGM

## Historia
Kanał rozpoczął nadawanie w maju 2007 r. Istnieją również kanały Cartoon Network, Boomerang, Cartoon Network TOO. Początkowo był blokiem dla dzieci w wieku przedszkolnym na Cartoon Network TOO, a od maja zastąpił Toonami UK. Obecnie kanał nadaje programy w godzinach 04:00-20:00. W Polsce nadawany był jako blok programowy na kanale Boomerang od 12 października 2011 do 31 grudnia 2013 roku oraz od 1 września 2022, a 18 marca 2023 r. zastąpił go. Od 20 kwietnia 2023 Krajowa Rada Radiofonii i Telewizji przyznała polską koncesję kanałowi Cartoonito. Od 2 sierpnia 2023 wraz z pojawieniem się oznaczeń wiekowych. 13 września 2021 zaczęto nadawać blok Cartoonito na Cartoon Network w USA, a w Ameryce Łacińskiej już 1 grudnia jako osobny kanał.
- Alice i Lewis
- Batwheels
- Całkiem nowe przygody Toma i Jerry’ego (obecnie w YouTube "Cartoonito Polska")
- CoComelon
- Dorotka i Czarnoksiężnik z krainy Oz
- Grizzy i lemingi
- Jaś Fasola
- Jessica i jej wielki mały świat
- Krecio
- Królik Bugs: nowe konstrukcje
- Lamput
- Looney Tunes: Maluchy w pieluchach
- Lu i robaloskład
- Międzygwiezdna Ella
- Mocny Mike
- Pająk Lucas
- Pat i świat
- Ropuch i przyjaciele[4]
- SuperThings: Rivals of Kaboom – Kazoom Power
- Świat Barneya
- Tom i Jerry Show
- Tom i Jerry w Nowym Jorku
- Tomek i przyjaciele: Naprzód lokomotywy!
- Troskliwe Misie: Uwolnić magię
- Wyluzuj, Scooby Doo!
- Zabawne niedziele

| Historia polskiego Cartoonito | |
| Rok                           | Szczegóły |
| 2023                          | 18 marca rozpoczął swoją emisję w Polsce. Premiery kreskówek: Batwheels; CoComelon; Jaś Fasola; Pająk Lucas; Tom i Jerry Show; Tomek i przyjaciele: Naprzód lokomotywy!; Alice i Lewis; Mocny Mike; Pat i świat; Królik Bugs: nowe konstrukcje; Tom i Jerry w Nowym Jorku; Dorotka i czarnoksiężnik z Oz, Międzygwiezdna Ella, Ropuch i przyjaciele, Lu i robaloskład, Krecio, Looney Tunes: Maluchy w pieluchach. Premiery filmów: Tom i Jerry: Jak uratować smoka; Tom i Jerry: Czarnoksiężnik z krainy Oz; Tom i Jerry: Robin Hood i jego Księżna Mysz; Tom i Jerry i magiczna fasola; Tom i Jerry i Sherlock Holmes; Tom i Jerry: Pomocnicy świętego Mikołaja |
| 2024                          | Premiery kreskówek: Jessica i jej wielki mały świat, Zabawne niedziele, Troskliwe Misie: Uwolnić magię, Świat Barneya |
| 2025                          | Premiery kreskówek: Lamput, Wyluzuj, Scooby-Doo!, SuperThings: Rivals of Kaboom – Kazoom Power |

## Programy

### Seriale animowane
- Alice i Lewis
- Batwheels
- Całkiem nowe przygody Toma i Jerry’ego (obecnie w YouTube "Cartoonito Polska")
- CoComelon
- Dorotka i Czarnoksiężnik z krainy Oz
- Grizzy i lemingi
- Jaś Fasola
- Jessica i jej wielki mały świat
- Krecio
- Królik Bugs: nowe konstrukcje
- Lamput
- Looney Tunes: Maluchy w pieluchach
- Lu i robaloskład
- Międzygwiezdna Ella
- Mocny Mike
- Pająk Lucas
- Pat i świat
- Ropuch i przyjaciele[5]
- SuperThings: Rivals of Kaboom – Kazoom Power
- Świat Barneya
- Tom i Jerry Show
- Tom i Jerry w Nowym Jorku
- Tomek i przyjaciele: Naprzód lokomotywy!
- Troskliwe Misie: Uwolnić magię
- Wyluzuj, Scooby Doo!
- Zabawne niedziele

|}